# Udo Beer
Udo Beer (* 17. Mai 1954 in Heide) ist ein deutscher Jurist und Finanzwirt, der seit 1996 als Professor für Wirtschaftsrecht und Steuerlehre an der Fachhochschule Kiel tätig ist. Von 2008 bis 2020 bekleidete er das Amt des Präsidenten der Fachhochschule.

## Werdegang und Professur
Udo Beer wurde am 17. Mai 1954 als erstes von drei Geschwistern in Heide geboren. 1966 zog seine Familie nach Fehmarn, wo er 1973 das Abitur ablegte.
1976 begann er seine Ausbildung als Finanzanwärter am Finanzamt Oldenburg und arbeitete danach zwei Jahre lang an der Oberfinanzdirektion Kiel. Im Anschluss begann Beer ein Studium der Rechtswissenschaften an der CAU Kiel, welches er 1984 mit dem ersten juristischen Staatsexamen abschloss. Im Anschluss arbeitete er als Rechtsreferendar im Bezirk des Oberlandesgerichts Schleswig bis 1989. In dem Jahr schloss er seine zweite juristische Staatsprüfung ab. Außerdem legte er eine Prüfung zum Diplom-Finanzwirt (FH) ab und qualifizierte sich bis 2003 an der CAU Kiel auch als Diplom-Jurist weiter.
Von 1989 an war Beer sieben Jahre als Syndikus der Apothekerkammer Schleswig-Holstein und Geschäftsführer der Apothekerversorgung Schleswig-Holstein tätig und half in dieser Zeit, die Altersversorgung der Apotheker in Schleswig-Holstein nachhaltig zu strukturieren.
1996 erfolgte der Ruf auf eine Professur für Wirtschaftsrecht und Steuerlehre an den Fachbereich Wirtschaft der FH Kiel. Zu seinen Forschungsschwerpunkten an der Fachhochschule Kiel gehören der Aufbau und der Betrieb von berufsständischen Versorgungswerken und anderen Alterssicherungssystemen.
Von 1998 bis 2004 war Beer Prodekan des Fachbereichs und wurde anschließend bis 2007 zum Dekan gewählt. Danach folgte eine Zeit als Vizepräsident. Vom 1. Juli 2008 bis zum 30. Juni 2020 war Beer in zwei Wahlperioden Präsident der FH Kiel. Zum Ende seiner Amtszeit trat Prof. Björn Christensen die Nachfolge als Präsident an.

## Wirken als Fachhochschulpräsident
Als Präsident der FH Kiel hat Beer sich für eine Förderung der Studierenden, eine qualitative Lehre und nachhaltige Wettbewerbsfähigkeit eingesetzt:
Als wichtiger Schritt auf diesem Weg hat er die Diskussion zu Vision und Leitsätzen der Hochschule angestoßen und unter Beteiligung der Selbstverwaltung als Basiselement für ein zu entwickelndes Qualitätsmanagement eingeführt. Mit dem Ziel der Systemakkreditierung hat er ein umfassendes Qualitätsmanagement unterstützt, um damit die Autonomie für die Weiterentwicklung von Studiengängen sowie der Hochschule insgesamt zurückzugewinnen. Die FH Kiel gehörte in der Folge 2014 zu den ersten 20 systemakkreditierten Hochschulen der Bundesrepublik.
Durch ihn initiiert, wurden die „Interdisziplinären Wochen“ an der FH Kiel eingeführt, in denen in zwei Wochen im Semester die Studierenden interdisziplinär an praxisorientierten Projekten arbeiten. Dafür hat die FH Kiel den Titel „Hochschule mit Zukunft“ verliehen bekommen. Aus den Überlegungen zu speziellen didaktischen Anforderungen an einer Fachhochschule entstand das Zentrum für Lernen und Lehrentwicklung (ZLL), sowie das Einführungsprogramm INSIDE für hauptamtlich Lehrende und entsprechende Angebote zu Lerntechniken und Selbstmanagement für Studenten.
Zur Verbesserung der finanziellen Rahmenbedingungen hat er im industriearmen Schleswig-Holstein erfolgreich um Stifter geworben und im Ergebnis das Deutschland-Stipendium für die FH Kiel realisieren können, das Stipendien für Studenten vergibt.
Zur Förderung der Studienbewerber holte er das Studienkolleg an die FH Kiel und setzte 2008 den Neubau eines eigenen Gebäudes durch. Dort erwerben heute zahlreiche ausländische Studienbewerber ihre Hochschulzugangsberechtigung.
Der Hochschulpakt des Landes Schleswig-Holstein war für die Bindung der Landeskinder an die Hochschulen des Landes essenziell. Auf sein Zustandekommen hat Beer zusammen mit anderen maßgeblich hingewirkt. In den Folgejahren hat er erfolgreiche Zielvereinbarungen für die FH Kiel mit dem Land Schleswig-Holstein verhandelt. Während seiner Ägide an der FH Kiel wurden zur Aufnahme der doppelten Abiturjahrgänge und dem Andrang wegen des Wegfalls der Wehrpflicht u. a. eine Reihe neuer Studiengänge geschaffen, was die Hochschule erheblich hat wachsen lassen.
Für die Sicherung der nachhaltigen Entwicklung der Fachhochschule Kiel hat er die „FH Kiel Stiftung“ gegründet, die diejenigen Entwicklungen der Hochschule unterstützen soll, die aus staatlichen Mitteln nicht gefördert werden können. Als Präsident der Hochschulrektorenkonferenz des Landes Schleswig-Holstein verfolgte er den Interessenausgleich aller Hochschulen des Landes. Dazu gehörte, dass er statt Konkurrenz zwischen den Hochschulen in Schleswig-Holstein, stets nach Kräften die Kooperation gesucht und die Kommunikation befördert hat. Zu dem Ende von Beers Präsidentschaft würdigte Daniel Günther dieses Wirken mit den Worten:  „Das starke Wachstum der Fachhochschulen in Schleswig-Holstein trägt auch Ihre Handschrift“. Sein Engagement für nachhaltiges Wachstum habe sich dabei nicht nur auf die eigene Fachhochschule, sondern auf die gesamte Wissenschaftslandschaft in Schleswig-Holstein bezogen.

## Publikationen (Auswahl)
- Die Juden, das Recht und die Republik. Verlag Peter Lang GmbH, Frankfurt am Main 1986, ISBN 3-8204-9397-2.
- Mit Karl Stefan Zerres: Apotheken-Vorschriften in Schleswig-Holstein. Deutscher Apotheker-Verlag, Stuttgart 1995, ISBN 3-7692-2295-4.
- Mit Jürgen Reese: Allgemeines Wirtschaftsrecht. Kohlhammer GmbH, Stuttgart 2001, ISBN 3-17-016499-6.

- Mit Jürgen Reese: Besonderes Wirtschaftsrecht. Kohlhammer GmbH, Stuttgart 2002, ISBN 3-17-016500-3.
- Mit Hans-Ulrich Lang: Altersversorgung von Apothekern. Deutscher Apotheker Verlag, Stuttgart 2003, ISBN 978-3-7692-3181-6.
- Überblick über das deutsche Sozialversicherungsrecht. In: Steuer & Studium. 2003, S. 29; Mitherausgeber der Dietrichsdorfer Schriften – Schriftenreihe am Fachbereich Wirtschaft der FH Kiel
- Die Struktur von Einkommensteuerklausuren. In: Dietrichsdorfer Schriften. Band 1, Vogelsang Verlag, Meldorf 2004, ISBN 3-00-014453-6, S. 173 ff.
- Ist das Ordnungsamt ein Betrieb gewerblicher Art? In: ZRP – Zeitschrift für Rechtspolitik. Band 8, Verlag C.H. Beck oHG, München 2006, S. 265 f.;
- Herausgeber des Tagungsbandes „Heinrich-Freese-Seminare“ als Sonderband der Dietrichsdorfer Schriften, 2011;
- Interdisziplinäre Wochen an der FH Kiel. In: Die Neue Hochschule. 2012, S. 184 f.
- Sozial- und steuerrechtliche Bezüge zum Arbeitsrecht in betriebswirtschaftlichen Studiengängen. In: Kokemoor/Kroeschell/Slapnicar/Wedde (Hrsg.): Recht im Dialog. Gedächtnisschrift für Rainer Wörlen. Baden-Baden, 2013
- Das Berufungsverfahren als Teil der Hochschulentwicklung – eine personalwirtschaftliche und rechtliche Reflexion. In: Flohr/Gramlich (Hrsg.): Facetten des Rechts. Gedächtnisschrift für Holger Senne. Bonn 2016
- Hochschulübergreifende Lehre – Salz in der Suppe der Alltagslehre. In: Udo Beer, Christiane Metzger, André Rieck (Hrsg.): Lehre und Lehrentwicklung an Fachhochschulen – Festschrift für Prof. Dr. med. Wolfgang Huhn. Waxmann Verlag GmbH, Münster 2018, ISBN 978-3-8309-8782-6, S. 187–190.